# Енн Вестфалл
Енн Вестфалл (англ. Anne Westfall) — ігрова програмістка, відома завдяки грі 1983 року Archon: The Light and the Dark, спочатку написаній для 8-бітної родини Atari. З ігровим розробником Джоном Фріманом заснувала Free Fall Associates.

## Кар'єра
Вестфалл почала програмувати у 30 років.
У 1980 на виставці West Coast Computer Faire, під час демонстрації своєї оглядової програми, яку вона написала для TRS-80, познайомилася з Джоном Фріманом, що працював у кабінці Automated Simulations — пізніше Epyx, поруч з її кабінкою. Вестфалл одружилася з Фріманом та співпрацює з ним. У 1981 році Вестфалл з Фріманом залишили Epyx, видавця та розробника відеоігор, співзасновником якого був її чоловік лише трьома роками раніше. Вестфалл назвала бажання вивчити мову асемблера і працювати над Atari 800 як одну з причин покидання Epyx.
Разом з ігровим дизайнером Полом Річі III заснувала Free Fall Associates, щоб зробити комп'ютерні ігри вільними від політики, що існувала тоді в більшому Epyx. Разом з Джоном та Річі вона розробляла дві нагороджені та високо оцінені гри Archon та Archon II, виконуючи переважну роботу з програмування.
Роками пізніше[коли?] Вестфалл входила до складу ради директорів Game Developers Conference.